# Сіті-Пойнт (Вісконсин)
Сіті-Пойнт (англ. City Point) — місто (англ. town) в США, в окрузі Джексон штату Вісконсин. Населення — 177 осіб (2020).

## Демографія
Згідно з переписом 2010 року, у місті мешкали 182 особи в 89 домогосподарствах у складі 58 родин. Було 257 помешкань
Расовий склад населення:
| - 98,9 % — білих |

До двох чи більше рас належало 0,5 %. Частка іспаномовних становила 1,1 % від усіх жителів.
За віковим діапазоном населення розподілялося таким чином: 10,4 % — особи молодші 18 років, 59,4 % — особи у віці 18—64 років, 30,2 % — особи у віці 65 років та старші. Медіана віку мешканця становила 53,2 року. На 100 осіб жіночої статі у місті припадало 114,1 чоловіків;  на 100 жінок у віці від 18 років та старших — 123,3 чоловіків також старших 18 років.
Середній дохід на одне домашнє господарство  становив 54 565 доларів США (медіана — 50 000), а середній дохід на одну сім'ю — 72 775 доларів (медіана — 75 313). Медіана доходів становила 37 500 доларів для чоловіків та 35 833 долари для жінок. За межею бідності перебувало 8,6 % осіб, у тому числі 8,7 % дітей у віці до 18 років та 16,3 % осіб у віці 65 років та старших.
Цивільне працевлаштоване населення становило 91 особа. Основні галузі зайнятості: сільське господарство, лісництво, риболовля — 38,5 %, мистецтво, розваги та відпочинок — 12,1 %, виробництво — 9,9 %, освіта, охорона здоров'я та соціальна допомога — 8,8 %.